# Kevin Tarte
Kevin Tarte (* 15. März 1957 in Seattle, Washington) ist ein US-amerikanischer Opern- und Operettensänger sowie Musicaldarsteller (Lyrischer Tenor/Bariton), der seit 1988 in Deutschland und Österreich arbeitet.

## Leben
Kevin Tarte wuchs als zweitjüngstes von fünf Kindern in Seattle, Washington, auf. Schon als 16-Jähriger übernahm er während seiner Highschool-Zeit die ersten Musical-Rollen, wie etwa Tom Trainor in No, No, Nanette oder Tulsa in Gypsy.
Tarte studierte an der jesuitischen Seattle University Theatergeschichte, Bühnendesign und Geisteswissenschaften und fünf Jahre lang klassischen Gesang an der Eastman School of Music in Rochester im US-Bundesstaat New York. Um seine künstlerische Ausbildung zu finanzieren, arbeitete er drei Jahre lang im Winter in der Buchhaltung einer Ölquelle in Alaska, und im Sommer sang er im Ensemble der Seattle Opera. Außerdem studierte er am Shoreline Community College, Washington, und an der Music Academy of the West in Santa Barbara, Kalifornien, beim Direktor der Opernabteilung, dem Wagner-Bariton Martial Singher (1904–1990). 1988 bestand er seine Bachelorprüfung in Musik an der Eastman School. Seine Gesangslehrer waren unter anderem der Bassist Thomas Paul (* 1934), die Mezzo-Sopranistinnen Jan DeGaetani (1933–1989) und Kristina Gloge, die Sopranistin Judith Beckman (* 1935), der Baritonist Håkan Hagegård (* 1945) und Joan Dorneman von der Metropolitan Opera.
1988 wurde Tarte bei den Heidelberger Schlossfestspielen für die Titelrolle des Prinzen Karl-Franz in der Operette The Student Prince von Sigmund Romberg engagiert. Zum 25-jährigen Jubiläum der Festspiele im Sommer 1999 übernahm er diese Rolle erneut in einem Gastengagement und noch einmal in der Saison 2000. 1989/1990 erhielt er beim Webber-Musical Cats im Hamburger Operettenhaus die Rollen des Old Deuteronomy und des Growl Tiger. Am 28. September 1995 spielte er im Raimundtheater, Wien, bei der Premiere von Alan Menkens Die Schöne und das Biest den Gaston und danach im selben Musical bis 1997 an den Vereinigten Bühnen Wien. Die Stella-Produktion zog Ende 1997 – mit Kevin Tarte – ins Palladium Theater des Stuttgarter SI-Centrums um. Zunächst wechselte er sich in der Erstbesetzung der Hauptrolle mit Uwe Kröger ab und von März bis Dezember 1999 übernahm er alleine die Erstbesetzung.
Von März 2000 bis August 2003 verkörperte er Graf von Krolock in Jim Steinmans Tanz der Vampire am Apollo Theater Stuttgart. Von November 2003 bis Dezember 2004 spielte er am selben Theater die Hauptrolle des Julian Marsh, eines Musicalproduzenten im Jahr 1933 mit finanziellen Schwierigkeiten, in dem Musical 42nd Street von Harry Warren (1893–1981), das am 25. August 1980 im Winter Garden Theatre am Broadway uraufgeführt worden war. Vom 12. August 2005 bis zum 22. Januar 2006 war Kevin Tarte erneut als Vampir-Graf von Krolock in der Hamburger Neuen Flora in dem Grusical nach Roman Polańskis gleichnamigem Kultfilm von 1967 zu sehen. Seit der Premiere am 12. November 2006 in Stuttgart spielte er in dem Musical 3 Musketiere die Rolle des Herzog von Buckingham. Im Sommer 2007 wurde er von dem Intendanten des Theaters der Stadt Heidelberg Peter Spuhler erneut für die Titelrolle des Prinzen Karl-Franz in der Operette The Student Prince verpflichtet.
Vom 7. November 2008 bis zum 31. Januar 2010 spielte er in Oberhausen im Metronom Theater neben Jan Ammann den alternierenden Graf von Krolock im Musical Tanz der Vampire. Vom 25. Februar 2010 an spielte er die gleiche Rolle im Palladium Theater Stuttgart bis Oktober 2011 weiter und vom 29. Januar 2012 bis zum 12. Mai 2012 übernahm er die Erstbesetzung dieser Rolle im Theater des Westens in Berlin. Vom 17. November 2012 bis zum 24. Mai 2014 war er im Theater Magdeburg in der Titelrolle des Musicals Sweeney Todd als teuflischer Barbier zu sehen.
Im November 2014 hat er sein aufwendig produziertes erstes Soloalbum Reflection veröffentlicht, auf dem unter anderem Duette mit Pia Douwes und Willemijn Verkaik zu hören sind. Im Sommer 2016 übernahm er sowohl die Rolle des Zauberers Merlin in der deutschen Erstaufführung des Musicals Artus – Excalibur bei den Freilichtspielen Tecklenburg als auch die Rolle des Schattenmanns bei der Neuauflage des Musicals Ludwig² im Festspielhaus Füssen. In der Saison 2018 der Freilichtspiele Tecklenburg stand Tarte erneut in einer Hauptrolle auf der Bühne, als er im Musical Les Misérables den Antagonisten des Stücks, Inspector Javert, verkörperte. Im Sommer 2019 kehrte er nach Tecklenburg zurück und übernahm in den Musicals Don Camillo & Peppone und Doktor Schiwago jeweils eine Nebenrolle und (Filotti und Alexander Gromeko).
Für das Kolping Musiktheater gastierte Tarte in den Jahren 2020 (die Päpstin, als Aeskulapius), 2024 (Titanic, als Thomas Andrews) und 2025 (Im weißen Rössl, als Dr. Siedler) im Schwäbisch Gmünder CongressCentrum Stadtgarten.
Tarte ist seit 2023 mit dem Unternehmer Stefan Wolf verheiratet.

## Rollen

### Musicals
- Don Camillo & Peppone – Filotti, Ginas Vater (Tecklenburg)
- Doktor Schiwago – Alexander Gromeko, Tonias Vater (Tecklenburg)
- Les Misérables – Javert (Tecklenburg)
- Die Päpstin – Rabanus (Neunkirchen, Stuttgart) und Aeskulapius (Schwäbisch Gmünd)
- Ludwig² – Schattenmann (Füssen)
- Artus – Excalibur – Merlin (Tecklenburg)
- Sweeney Todd – Sweeney Todd (Magdeburg)
- Tanz der Vampire – Graf von Krolock (Stuttgart, Hamburg, Berlin und Oberhausen)
- Titanic – Thomas Andrews (Magdeburg und Schwäbisch Gmünd)
- 3 Musketiere – Herzog von Buckingham (Stuttgart)
- 42nd Street – Julian Marsh (Stuttgart)
- Disney’s Die Schöne und das Biest – Das Biest (Stuttgart) – Gaston (Wien)
- Cats – Growl Tiger, Old Deuteronomy
- Funny Girl – Nick Arnstein
- Cabaret – Cliff
- Showboat – Ravenal
- Oklahoma! – Curley
- No, No, Nanette – Tom
- Reaching for the moon – Reggie
- Gypsy – Tulsa
- Cole – 1. Man

### Opern
- Der Barbier von Sevilla – Almaviva
- La cambiale di matrimonio – Edgardo
- Die Gärtnerin aus Liebe – Graf Belfiore
- Der Liebestrank – Nemorino
- Gianni Schicchi – Rinuccio
- Carmen – Remendado

### Operetten
- The Student Prince – Prince Karl Franz
- Robinson Crusoe – Robinson Crusoe
- Die Fledermaus – Eisenstein
- Im weißen Rößl – Leopold / Dr. Siedler (Schwäbisch Gmünd)

## Diskografie
- Die Schöne und das Biest (Broadway-Musical) – Höhepunkte der Wiener Aufführung, als Gaston, 1995
- Musical Christmas in Vienna – Winter Wonderland, 1995
- Millennium Musical Highlights, 1999
- Musical Gala, 2006 (Live Mitschnitt, mit Janet Marie Chvatal, Marc Gremm, Kaatje Dierks und dem Kreisjugendorchester Ludwigsburg)
- Laziest Girl von Barbara Köhler – Totale Finsternis (Duet), 2007
- Musical Gala, 2007 (Live Mitschnitt, mit Janet Marie Chvatal, Marc Gremm, Kaatje Dierks und dem Kreisjugendorchester Ludwigsburg)
- Musical Gala, 2008 (Live Mitschnitt, mit Willemijn Verkaik, Anke Sieloff, Gaines Hall, Kaatje Dierks und dem Kreisjugendorchester Ludwigsburg)
- True Love von Janet Marie Chvatal und Marc Gremm – The Way We Were, 2008 (andere Gäste: Jan Ammann, Bruno Grassini)
- Abendstern von Janet Marie Chvatal und Marc Gremm – The Christmas Song, 2009 (andere Gäste: Michael Pflumm, der Tölzer Knabenchor)
- Superstars des Musicals, 2010
- Das Weihnachtsalbum von Kevin Tarte, Ethan Freeman, Uwe Kröger und Patrick Stanke
- JUMP von Kevin Tarte, 2008 (Maxi-CD)
- Reflection von Kevin Tarte, 2014 (Solo-Album, Gäste sind Pia Douwes und Willemijn Verkaik)

## Synchronisation
- Sunshine Barry und die Discowürmer als Tony Dean (englische Synchronfassung)